# Melaloncha parkeri
Melaloncha parkeri är en tvåvingeart som beskrevs av Brown 2004. Melaloncha parkeri ingår i släktet Melaloncha och familjen puckelflugor.
Artens utbredningsområde är Costa Rica. Inga underarter finns listade i Catalogue of Life.